# Joseph Whittaker
Pour les articles homonymes, voir Whittaker.
Joseph Whittaker, né en 1813 à Breadsall au Royaume-Uni et mort le 2 mars 1894 à Morley au Royaume-Uni, est un botaniste britannique qui visita l'Australie-Méridionale en 1839. Il a laissé aux jardins botaniques royaux de Kew 300 plantes rapportées de ce voyage et par ailleurs 2 200 planches d'herbier de plantes de Grande-Bretagne au Derby Museum and Art Gallery.

## Biographie

### Premières années
La date exacte de la naissance de Whittaker n'est pas connue. Il fut baptisé à Quarndon, près de Derby, le 8 février 1813. Son père, également prénommé Joseph, laboureur, avait pour épouse Sarah, née Clarke. La naissance de l'enfant est parfois située à Breadsall en 1815.

### Botanique australienne

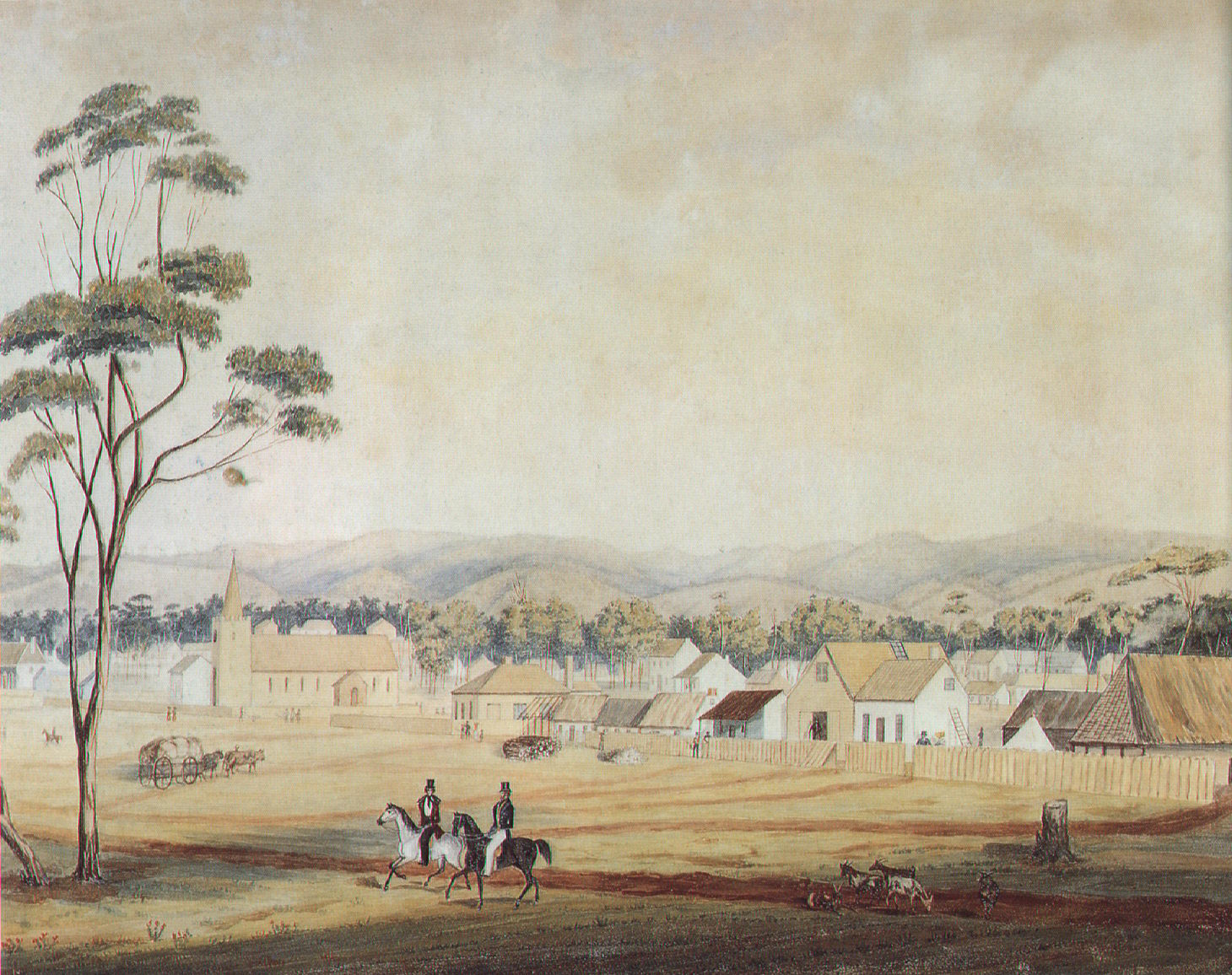
Adélaïde en 1839.

En 1838, Whittaker faisait profession de jardinier lorsqu'il prit la mer avec le lieutenant-colonel George Gawler, son nouvel employeur, qui venait d'être nommé gouverneur d'Australie-Méridionale. Whittaker, sept autres employés du Derbyshire, Gawler, sa femme et leurs enfants arrivèrent à Adélaïde le 12 octobre 1838, à bord du Pestonjee Bomanjee. Ils venaient d'accomplir un voyage de quatre mois via Tenerife et Rio de Janeiro. À leur arrivée Whittaker et Gawler trouvèrent des conditions d'existence précaires, qui ne faisaient pas du jardinage une priorité première.

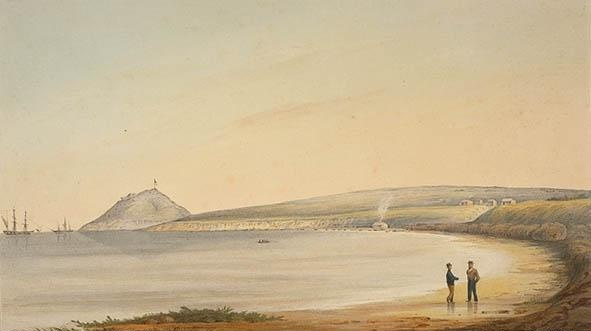
Camp de pêche de la baie de la Rencontre en 1838.

Whittaker est connu pour les plantes qu'il collecta en 1839-40 dans les environs d'Adélaïde, en Australie-Méridionale. Pendant ses congés il visita de nombreux sites de l'Australie-Méridionale, où il recueillit et mit en herbier un grand nombre de spécimens. Il explora notamment la chaîne du mont Lofty, le mont Jagged et les vallées du Torrens, du Murray et de l'Hindmarsh. Whittaker fut le premier à collecter sérieusement la flore du district montagneux de la péninsule Fleurieu, de la baie de la Rencontre et du mont Barker. 
Whittaker est resté dix-neuf mois en Australie-Méridionale avant de rentrer en Grande-Bretagne sur le Katherine Stuart Forbes, qui leva l'ancre de Port-Adélaïde le 11 avril 1840. Sur le chemin du retour le navire fit escale aux îles Kangourou, Maurice, Sainte-Hélène et Corvo (dans les Açores), ce que Whittaker mit chaque fois à profit pour collecter des spécimens supplémentaires.

### Botanique du Derbyshire

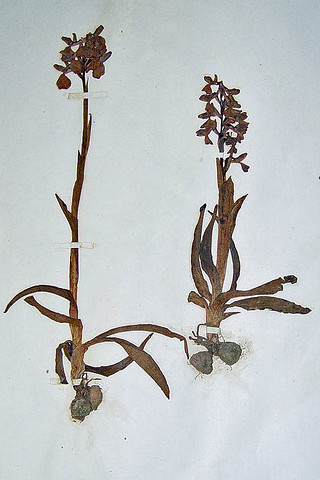
Orchis morio (orchis bouffon), l'un des spécimens collectés par Whittaker (herbarium du musée de Derby).

De retour en Angleterre le 23 septembre 1840, Whittaker se remit dès 1844 à la collecte de plantes. Son activité culmina en 1851 et 1852 avant de cesser peu après 1867. Il herborisa dans de nombreuses parties du Derbyshire mais aussi, de temps en temps, à l'extérieur du comté, notamment à Bulwell dans le Nottinghamshire, ainsi qu'à Rhyl et Dinbych au pays de Galles.
En 1846 il vivait à Breadsall, village du Derbyshire où il enseignait à l'école de garçons. Il correspondit avec William Jackson Hooker, directeur des jardins botaniques de Kew, en vue d'échanger une partie des spécimens collectés lors de son voyage en Australie contre plusieurs livres de botanique britannique. Whittaker avait collecté environ 300 plantes qui furent finalement acquises par Kew. Ses collections d'origine extra-britannique sont aujourd'hui visibles aux jardins botaniques royaux de Kew. Son nom a été donné à une espèce de droséra, Drosera whittakeri.
En février 1847 Whittaker fut élu membre de la Société botanique de Londres et participa à son système d'échanges de spécimens de 1849 à 1853. Il se joignit ensuite au Botanical Exchange Club et enfin au Botanical Locality Record Club. En 1847 il avait rassemblé assez de données pour publier une « Liste de plantes rares trouvées aux environs de Breadsall (Derbyshire) ». Cette liste contenait un mélange d'espèces rares et relativement abondantes et donne une bonne indication de la diversité botanique de la région à cette époque. En 1857 Whittaker se trouvait responsable de quatre-vingt-dix enfants en tant que maître d'école de Breadsall, qui comptait alors au nombre de ses habitants les naturalistes Henry Harpur-Crewe et Francis Darwin. L'école était financée par la famille Harpur-Crewe, dont le berceau était la propriété voisine de Calke Abbey.
À la fin des années 1850, Whittaker habitait avec sa femme Mary une maison nommée Ferriby Brook dans le petit village de Morley, près de Derby. Il continuait à enseigner, recevant dans ses classes jusqu'à douze élèves, généralement après qu'ils eurent quitté l'école locale et âgés de huit à dix-huit ans. Il finit par se constituer une importante collection de plantes vivantes. D'après les groupes d'horticulture locaux, il cultivait plus de 13 000 espèces différentes. En 1864 il publia avec Henry Harpur-Crewe une note rapportant l'extinction locale du sabot de Vénus (Cypripedium calceolus). En 1871 il n'était plus maître d'école, mais recensé comme « grainetier et fleuriste ». En 1881 les mêmes sources le décrivent comme « pépiniériste et fermier », hébergeant chez lui deux domestiques ainsi que le jeune William Whitehead, âgé de vingt ans. Ce dernier devait devenir son partenaire dans une entreprise de maraîchage commune.
Les activités d'herboriste de Whittaker commencèrent à décliner vers 1863, à l'époque où son partenaire en botanique, Henry Harpur-Crewe, s'éloigna pour devenir pasteur de Drayton Beauchamp, dans le Buckinghamshire. L'année suivante, ils travaillèrent ensemble à la production d'une liste manuscrite des principales plantes à fleurs et fougères du Derbyshire. Sa collaboration avec Crewe dura finalement au moins dix-huit ans et fut très productive.
À la fin des années 1880, Joseph Whittaker apporta une aide précieuse et fournit une gamme de spécimens à William Hunt Painter qui préparait alors la publication d'un livre sur la flore du Derbyshire,. Un grand nombre des spécimens et relevés de Whittaker furent aussi utilisés par William Richardson Linton, vicaire de Shirley, pour sa Flore du Derbyshire de 1903. 
Whittaker est mort le 2 mars 1894 et un lutrin commémoratif ainsi qu'une plaque de cuivre gravé furent élevés par souscription populaire en l'église St Matthew de Morley, dont il était marguillier et où se tinrent ses obsèques.

## Postérité
La collection de Whittaker aux jardins de Kew provient de son séjour en Australie et de ses escales sur le trajet du retour. Il a aussi laissé une collection de 2 200 plantes pressées, principalement du Derbyshire, qui sont aujourd'hui intégrées à l'herbarium du Derby Museum and Art Gallery. Elles fournissent des spécimens importants pour les études locales sur la flore du Derbyshire. En raison de sa participation à des clubs d'échanges botaniques, il y a maintenant des spécimens Whittaker dans les collections de nombreux musées britanniques, dont ceux de Bolton, Birmingham, Gloucester et Manchester. Le musée de Wisbech et Fenland en possède également une petite collection.
L'espèce de droséra carnivore qui porte son nom a été scientifiquement décrite par le botaniste français Jules Émile Planchon en 1848. Elle est communément appelée en anglais Scented Sundew ou Whittaker's Sundew.